# Novo Selo (huyện)
Novo Selo là một huyện thuộc tỉnh Vidin, Bungaria. Dân số thời điểm năm 2001 là 4206 người.